# گینگه (استان وارمی-ماسوری)
گینگه (به لاتین: Ginie) یک روستا در لهستان است که در گمینا کالینووو واقع شده‌است. گینگه ۸۰ نفر جمعیت دارد.